# Laguna Negra (Argentina)

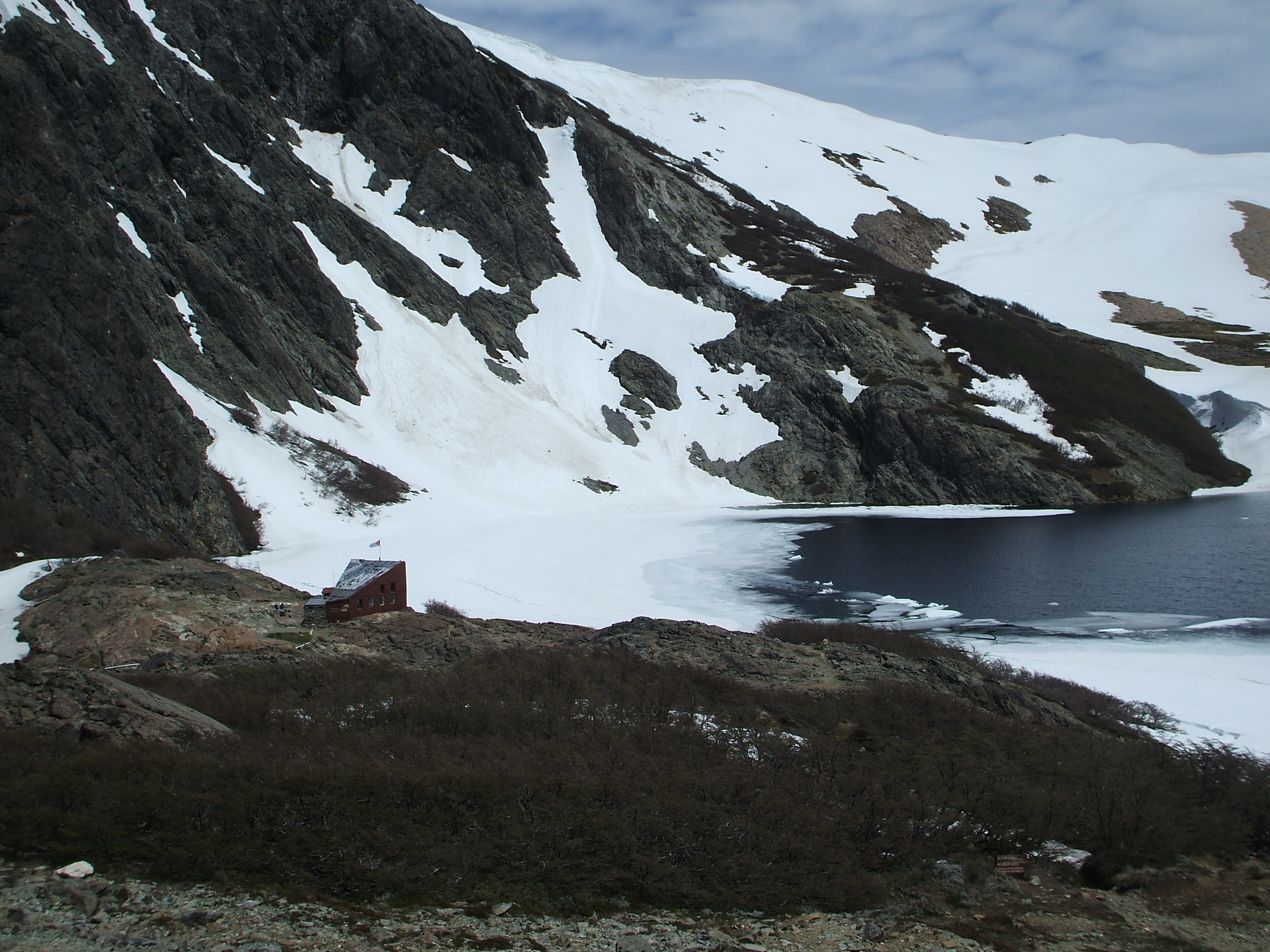
Vista de Laguna Negra, desde la senda por la que se llega al Refugio.

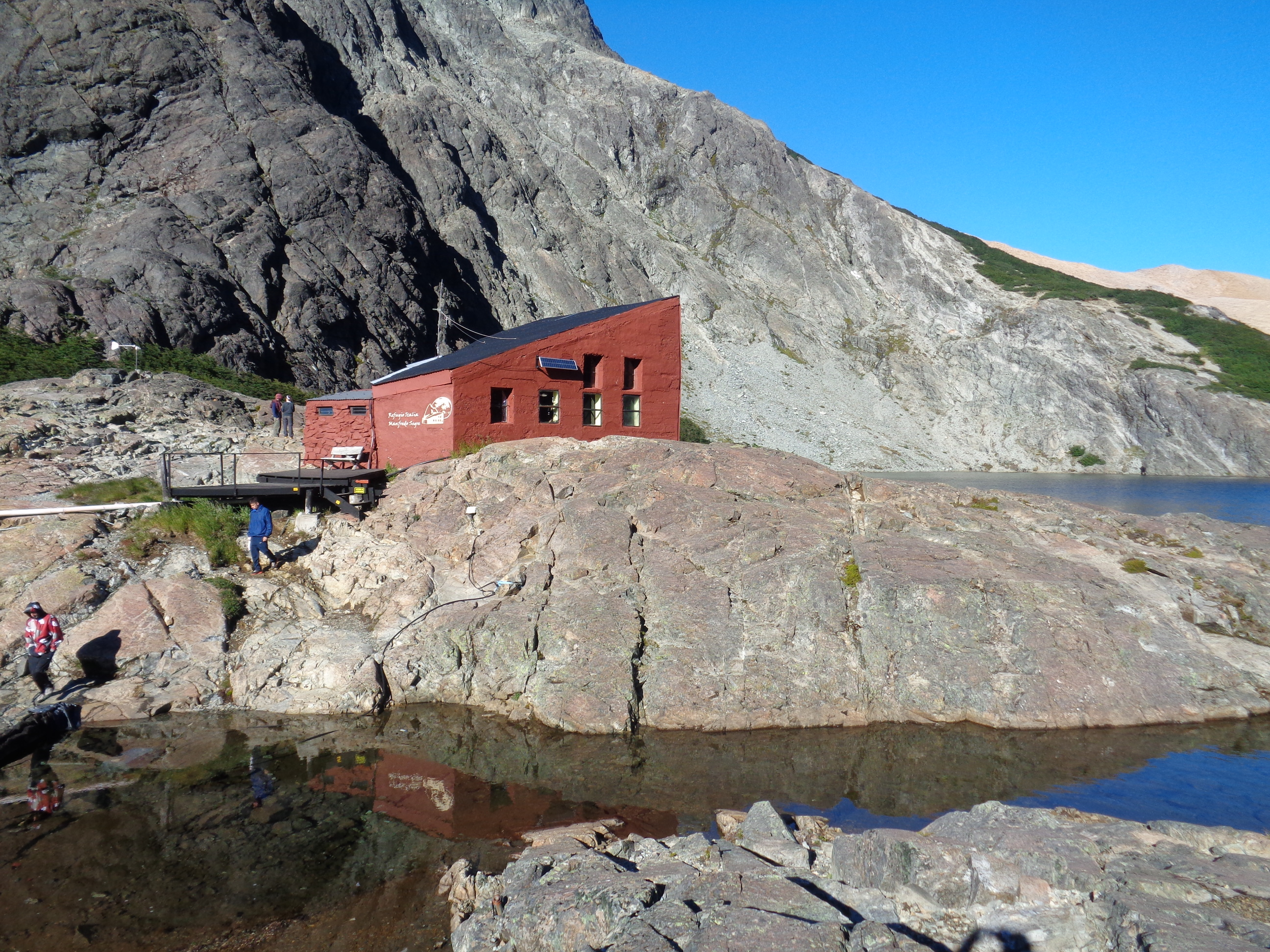
Refugio Italia. Manfredo Segre. Ubicado a orillas de la Laguna Negra en Colonia Suiza - Parque Nacional Nahuel Huapi.

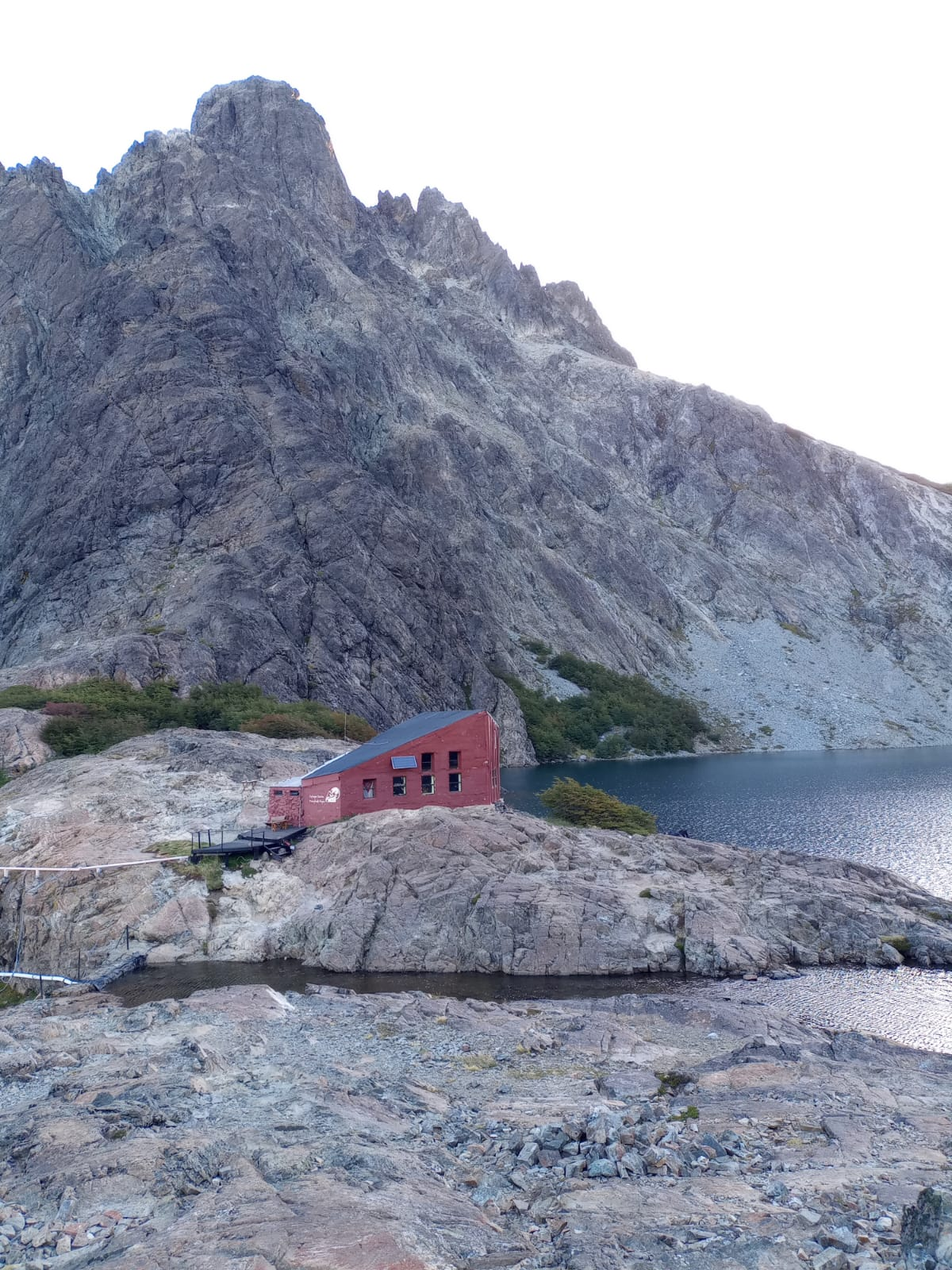
Refugio Manfredo Segre (Laguna Negra) en Bariloche, Rio Negro, ARGENTINA

La laguna Negra (41°08′6.94″S 71°34′44.31″O / -41.1352611, -71.5789750) es una laguna ubicada dentro del Parque Nacional Nahuel Huapi, se encuentra en la zona de montaña en la Cordillera de los Andes, Argentina. La laguna Negra posee una superficie de unas 13 ha, y durante el invierno se cubre de una gruesa capa de nieve.
La laguna se encuentra a 1730 m s. n. m. al pie del cerro Negro y del cerro Bailey Willis, desde allí se pueden contemplar también los cerros Gordo, Marino y Manolo. Excepto por una zona de playa rocosa en la margen oeste, y algunas zonas en proximidades del refugio en la costa este, la laguna se encuentra rodeada de paredes de roca verticales lo que le otorga una singular belleza. La laguna desagota a través de un arroyo que desemboca en el arroyo Goye, el agua que le aportan los deshielos de la nieve invernal.
En la margen este de la laguna se encuentra el Refugio Italia – Manfredo Segre, el cual es propiedad del Club Andino Bariloche. Este refugio construido en piedra tiene capacidad para el pernocte de unas 50 personas.

## Acceso
La laguna se encuentra al final de un sendero de 13 km de extensión que comienza en la zona de Colonia Suiza y asciende por la margen izquierda del arroyo Goye a lo largo de un hermoso valle. El sendero recorre zonas de bosques de cohiue, mallines, praderas, áreas pobladas de caña colihue, y pendientes escarpadas de roca pobladas de lengas achaparradas. La caminata desde Colonia Suiza hasta la laguna demanda unas 5 horas. 
También es posible llegar hasta ella por una senda que la conecta con el Refugio del cerro López, o realizando una travesía de montaña desde el refugio Jakob.